# Geoffrey Bayldon
Geoffrey Bayldon (Leeds, 1924. január 7. – 2017. május 10.) angol színész.

## Filmjei

### Mozifilmek
- A Titanic éjszakája (A Night to Remember) (1958)
- A nap, amikor kirabolták az Angol Bankot (The Day They Robbed the Bank of England) (1960)
- Kutyahűség (Greyfriars Bobby: The True Story of a Dog) (1961)
- Türelemjáték (Jigsaw) (1962)
- A leghosszabb nap (The Longest Day) (1962)
- 55 nap Pekingben (55 Days at Peking) (1963)
- Patkánykirály (King Rat) (1965)
- Ahol kémek vannak (Where the Spies Are) (1966)
- Casino Royale (1967)
- Tanár úrnak szeretettel (To Sir, with Love) (1967)
- Clouseau felügyelő (Inspector Clouseau) (1968)
- Banditák hálójában (Otley) (1969)
- Frankensteint el kell pusztítani (Frankenstein Must Be Destroyed) (1969)
- Tintin és a Nap temploma (Tintin et le temple du soleil) (1969, hang, angol változat)
- Búcsúzz a tegnaptól (Say Hello to Yesterday) (1971)
- Tombol a Hold (The Raging Moon) (1971)
- A vértől csöpögő ház (The House That Dripped Blood) (1971)
- Mesék a kriptából (Tales from the Crypt) (1972)
- Gawain és a zöld lovag (Gawain and the Green Knight) (1973)
- Papucs és rózsa (The Slipper and the Rose: The Story of Cinderella) (1976)
- A rózsaszín párduc újra lecsap (The Pink Panther Strikes Again) (1976)
- Sittre vágyva (Porridge) (1979)
- Lószőr kapitány (Bullshot) (1983)
- Tom és Viv (Tom & Viv) (1994)
- Asterix Amerikában (Asterix in America) (1994, hang, angol változat)
- Asterix és Obelix (Astérix & Obélix contre César) (1999, hang)
- Hölgyek levendulában (Ladies in Lavender) (2004)

### Tv-filmek
- Sherlock Homes visszatér (The Return of Sherlock Holmes) (1988)
- A Tizedik (The Tenth Man) (1988)
- Koldus és királyfi (The Prince and the Pauper) (1996)
- A Nap heve (Heat of the Sun) (1998)

### Tv-sorozatok
- Az angyal (The Saint) (1964, 1967, két epizódban)
- Catweazle (1970–1971, 26 epizódban)
- Alfa holdbázis (Space: 1999) (1976, egy epizódban)
- Ki vagy, doki? (Doctor Who) (1979, három epizódban)
- Worzel Gummidge (1979–1981, 22 epizódban)
- Meghökkentő mesék (Tales of the Unexpected) (1980, 1983, két epizódban)
- Narnia Krónikái: A Hajnalvándor útja (Prince Caspian and the Voyage of the Dawn Treader) (1989, egy epizódban)
- Baleseti sebészet (Casualty) (1991–2006, négy epizódban)
- A bor nem válik vízzé (Last of the Summer Wine) (1995, egy epizódban)
- Robin Hood legújabb kalandjai (The New Adventures of Robin Hood) (1997, egy epizódban)
- Kisvárosi gyilkosságok (Midsomer Murders) (2000, egy epizódban)
- Kísért a múlt (Waking the Dead) (2004, két epizódban)
- Doktorok (Doctors) (2005, egy epizódban)
- Az én kis családom (My Family) (2010, egy epizódban)

## További információ
- Geoffrey Bayldon a PORT.hu-n (magyarul)
- Geoffrey Bayldon az Internetes Szinkronadatbázisban (magyarul)
- Geoffrey Bayldon az Internet Movie Database-ben (angolul)
- Geoffrey Bayldon a Rotten Tomatoeson (angolul)